# Alejandro Rodríguez Velazco
Alejandro Rodríguez Velazco (Sancti Spíritus, 19 de noviembre de 1852-La Habana, 27 de febrero de 1915) fue un militar y político cubano.

## Orígenes
Alejandro Rodríguez Velazco nació en la ciudad de Sancti Spíritus, en Las Villas, Cuba, el 19 de noviembre de 1852. Provenía de una familia acomodada y, desde muy joven, profesó ideas independentistas.

## Guerra de los Diez Años
El 10 de octubre de 1868, ocurrió el Grito de Yara, el estallido de la Guerra de los Diez Años (1868-1878), primera guerra por la independencia de Cuba.
Los villareños se levantaron en armas, en febrero de 1869, durante el llamado alzamiento de las Villas. Alejandro, siendo apenas un adolescente de dieciséis años, se unió a estos.
Fungió como ayudante del entonces coronel Marcos García Castro y, posteriormente, estuvo bajo el mando del brigadier Honorato del Castillo.
Capturado por fuerzas enemigas en 1871, fue desterrado a México, con la prohibición de regresar, bajo pena de muerte, si lo hacía.
Usualmente, en aquella época, las autoridades coloniales españolas ejecutaban a cualquier prisionero cubano. Sin embargo, atendiendo a su corta edad, y gracias a las relaciones de su familia con las autoridades españolas, se logró conmutar la pena de muerte por el destierro.

## Guerra Chiquita y Tregua Fecunda
Una vez en México, partió hacia los Estados Unidos, en donde se dedicó a la organización de expediciones armadas para apoyar la guerra en Cuba. En dichas gestiones, lo sorprendió el Pacto del Zanjón y, por tanto, el fin de la Guerra de los Diez Años.
Poco después, trabajó junto al Mayor general cubano Calixto García en la preparación de la Guerra Chiquita (1879-1880), segunda guerra por la independencia de Cuba. Dicha guerra también fracasó.
En los Estados Unidos, se dedicó a varias labores, como librero en Nueva York y tabaquero en Tampa. Luego de varios años, retornó a Cuba y se dedicó a reconstruir la finca de su esposa, Eva Adán, en el Camagüey.

## Guerra Necesaria
El 24 de febrero de 1895, estalló la Guerra Necesaria (1895-1898), tercera guerra por la independencia de Cuba.
Se unió a las tropas del mayor general Máximo Gómez en el Camagüey, durante la Campaña Circular, en junio de 1895.
Comandó el Regimiento “Ignacio Agramonte”, siendo coronel. Posteriormente, fue jefe de la “Brigada de Cienfuegos”, con los grados de Brigadier.
Finalmente, fue ascendido a general de división, en 1897, y se hizo cargo del 5.º Cuerpo de Ejército, hasta agosto de 1898, cuando terminó la guerra.

## Últimos años y muerte
Una vez finalizada la guerra, Rodríguez Velazco se desempeñó en varios cargos: fue el primer alcalde de La Habana tras la guerra, subtesorero del gobierno estadounidense y jefe de la Guardia Rural, hasta el año 1908. Falleció de causas naturales, en La Habana, el 27 de febrero de 1915, a los 62 años de edad.
En la actualidad, posee un monumento escuestre en la Avenida Paseo, en La Habana.